# Пер Лагерквист
Пер Фабиен Лагерквист (на шведски: Pär Fabien Lagerkvist) е един от най-големите шведски писатели от първата половина на 20 век, поет, драматург и есеист, лауреат на Нобелова награда за литература за 1951 г.
От 1913 г. до 1930 г. живее във Франция и Италия. Става международно известен с романа си „Варава“ (1950).

## Творчество
- Ordkonst och bildkonst (1913)
- Motiv (1914)
- Järn och människor (1915)
- Ångest (1916)
- Teater (1918)
- Kaos (1919)
- Det eviga leendet (1920)
- Den lyckliges väg (1921)
- Onda sagor (1924)
- Gäst hos verkligheten (1925)
- Hjärtats sånger (1926)
- Han som fick leva om sitt liv (1928)
- Bödeln (1933)
- Den knutna näven (1934)
- Seger i mörker (1939)
- Sång och strid (1940)
- Dvärgen (1944)
- Barabbas (1950)
- Aftonland (1953)
- Sibyllan (1956)
- Det heliga landet (1964)
- Mariamne (1967)